# Rallye Dakar 1984

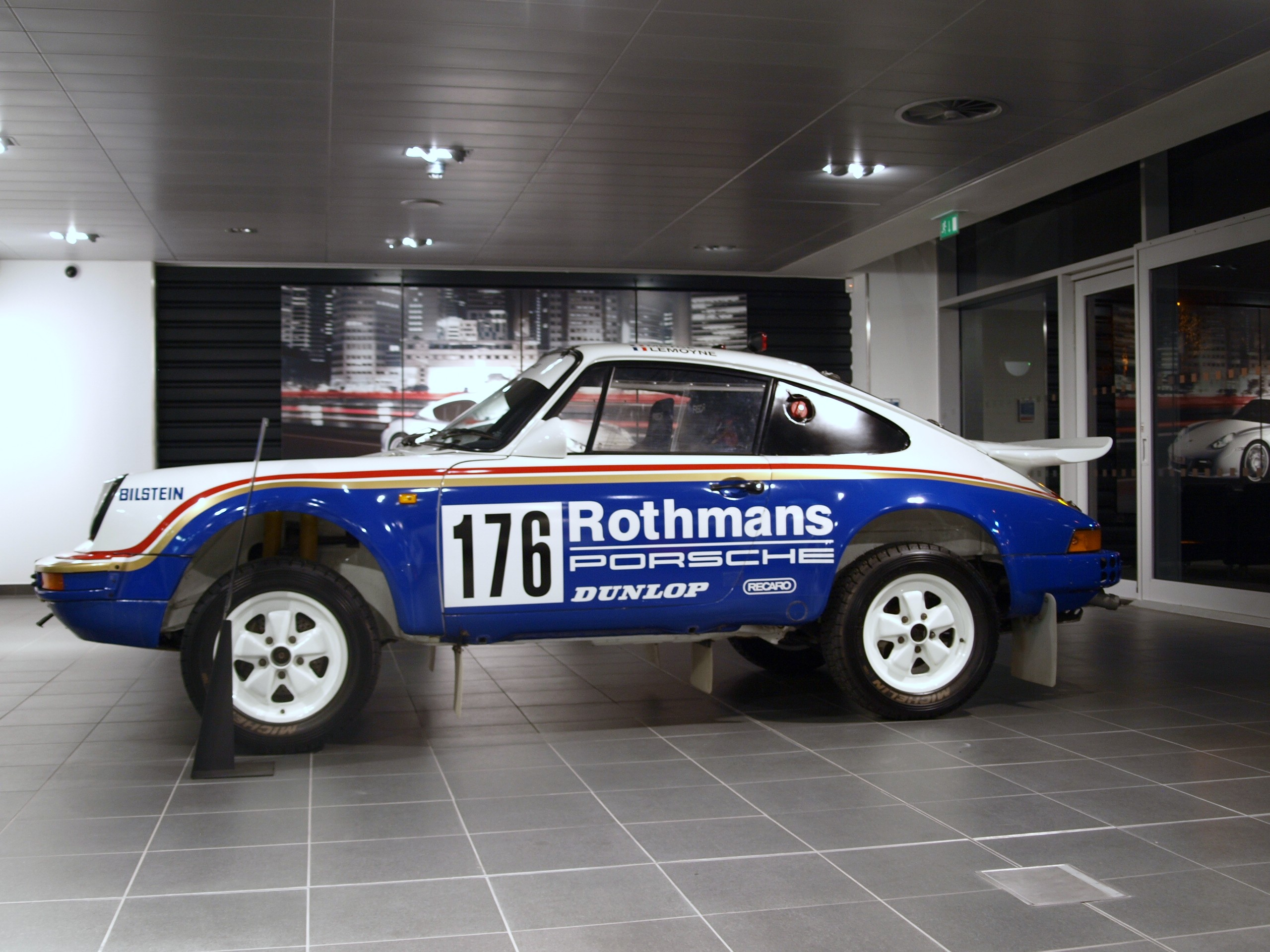
Der Porsche 953 von René Metge und Dominique Lemoyne, welcher das Rennen als Erster beendete.

Die Rallye Dakar 1984 (6e Rallye Paris-Alger-Dakar) war die 6. Ausgabe der Rallye Dakar. Der Kurs wurde verlängert durch die Elfenbeinküste, Guinea, Sierra Leone und Mauretanien.
Insgesamt nahmen 427 Teilnehmer teil, wobei sich René Metge und Dominique Lemoyne mit einem Porsche 953 in der Automobil-Wertung und Gaston Rahier in der Motorrad-Wertung als Sieger durchsetzen konnten.